# Argyra robusta
Argyra robusta är en tvåvingeart som beskrevs av Johnson 1906. Argyra robusta ingår i släktet Argyra och familjen styltflugor. Inga underarter finns listade i Catalogue of Life.